# Mistrzostwa Polski w Łyżwiarstwie Szybkim w Wieloboju Sprinterskim 1994
13. Mistrzostwa Polski w wieloboju sprinterskim odbyły się w dniach 29-30 stycznia 1994 roku na torze Błonie w Sanoku.

## Kobiety
| Pozycja | Zawodniczka    | Klub                       | 500 m | Pkt. | 1000 m | Pkt. | 500 m | Pkt. | 1000 m | Pkt. | Suma pkt. |
| ------- | -------------- | -------------------------- | ----- | ---- | ------ | ---- | ----- | ---- | ------ | ---- | --------- |
| 01 !    | Ewa Wasilewska | Orzeł Elbrewery Elbląg     |       |      |        |      |       |      |        |      | 176,930   |
| 02 !    | Aneta Rękas    | Orzeł Elbrewery Elbląg     |       |      |        |      |       |      |        |      | 184,140   |
| 03 !    | Aneta Ronek    | Pilica Tomaszów Mazowiecki |       |      |        |      |       |      |        |      | 185,830   |

## Mężczyźni
| Pozycja | Zawodnik         | Klub                   | 500 m | Pkt. | 1000 m | Pkt. | 500 m | Pkt. | 1000 m | Pkt. | Suma pkt. |
| ------- | ---------------- | ---------------------- | ----- | ---- | ------ | ---- | ----- | ---- | ------ | ---- | --------- |
| 01 !    | Paweł Zygmunt    | SNPTT Zakopane         |       |      |        |      |       |      |        |      | 158,850   |
| 02 !    | Paweł Jaroszek   | Pionki                 |       |      |        |      |       |      |        |      | 159,370   |
| 03 !    | Artur Szafrański | Orzeł Elbrewery Elbląg |       |      |        |      |       |      |        |      | 161,150   |